# Расманис, Арманд Янович
А́рманд Янович Ра́сманис (латыш. Armands Rasmanis; 14 марта 1932, Сесава — 27 мая 1980, там же) — бригадир колхоза «Авангард» Елгавского района Латвийской ССР. Герой Социалистического Труда (1973). Депутат Верховного Совета СССР 9-го созыва.

## Биография
Получил среднее специальное образование. В 1952 году окончил Саулайнский сельскохозяйственный техникум, трудился младшим агрономом. В 1952—1954 годах проходил срочную службу в Советской армии. После армии трудился рядовым колхозником, агрономом машинно-тракторной станции, управляющим отделением совхоза «Берстеле» Бауского района.
С 1962 года — бригадир полеводческой бригады в колхозе «Авангард» Елгавского района. За выдающиеся трудовые результаты при выращивании сахарной свёклы награждён в 1965 году орденом Ленина. С 1965 года член КПСС.
В 1973 году полеводческая бригада под руководством Арманда Расманиса досрочно выполнила принятое коллективное социалистическое обязательство по выращиванию сельскохозяйственных продуктов. Указом Президиума Верховного Совета СССР от 12 декабря 1973 года удостоен звания Героя Социалистического Труда «за большие успехи, достигнутые во Всесоюзном социалистическом соревновании, и проявленную трудовую доблесть в выполнении принятых обязательств по увеличению производства и продажи государству зерна, картофеля, сахарной свёклы и других продуктов земледелия в 1973 году» с вручением ордена Ленина и золотой медали «Серп и Молот».
Избирался депутатом Верховного Совета СССР 9-го созыва (1974—1979), делегатом XXV съезда КПСС.
Продолжал работать главным агрономом колхоза «Авангард», проживал в Елгавском районе. Скоропостижно скончался 27 мая 1980 года. Похоронен на Сесавском кладбище. 

## Награды и звания
- Герой Социалистического Труда (12.12.1973)
- Два ордена Ленина (31.12.1965; 12.12.1973)
- Заслуженный агроном Латвийской ССР (1969)
- Медаль «За доблестный труд. В ознаменование 100-летия со дня рождения Владимира Ильича Ленина» (1970).